# マスコギー郡 (ジョージア州)
マスコギー郡（Muscogee County）は、アメリカ合衆国ジョージア州の西部に位置する郡である。人口は20万6922人（2020年）。郡庁所在地はコロンバスである。マスコギー郡とコロンバスは1971年から統合されている。
マスコギー郡はアラバマ州に跨るコロンバス都市圏に属している。コロンビア以外の唯一の都市はビッブシティだったが、2000年12月に法人を解かれた。ベニン砦が郡領域の4分の1近くを占めている。チャタフーチー川が西のアラバマ州境となっている。

## 歴史
マスコギー郡となった地域には数千年前から様々な文化の原住民族が住んでおり、ヨーロッパ人が入ってきたときはクリーク族インディアンの領土だった。
マスコギー郡、リー郡、トループ郡、コウェタ郡、キャロル郡となった土地は、1825年のインディアンスプリングス条約により、クリーク族の中の8人の酋長から譲渡されたものだった。この条約はクリーク族多数の意志を反映したものではなかったので、この土地の譲渡は違法であると宣言した。アメリカ合衆国政府は条約を批准しなかった。翌年政府はクリーク族と別の条約を交渉し、ジョージア州とアメリカ合衆国土地委員からのうち続く圧力の下に、クリーク族はほぼ同じ大きさの土地を譲渡した。
郡域は1826年6月9日にジョージア州議会が設定したが、郡名が付けられたのは12月14日になってからだった。
郡名はマスコギー族すなわちクリーク族に因んで名付けられた。当時の領域は広く東のフリント川まで広がっていたが、1827年に北のハリス郡など幾つかの新郡を創設するために小さくなっていった。

## 地理
アメリカ合衆国国勢調査局に拠れば、郡域全面積は221.00平方マイル (572.4 km2)であり、このうち陸地216.26平方マイル (560.1 km2)、水域は4.74平方マイル (12.3 km2)で水域率は2.14%である。

### 主要高規格道路

#### 州間高速道路
- 州間高速道路185号線

#### アメリカ国道
- アメリカ国道27号線
- アメリカ国道27号線代替路
- アメリカ国道80号線
- アメリカ国道280号線

#### ジョージア州道
- ジョージア州道1号線
- ジョージア州道22号線
- ジョージア州道22号線接続路
- ジョージア州道22号線支線
- ジョージア州道85号線
- ジョージア州道219号線
- ジョージア州道411号線
- ジョージア州道520号線
- ジョージア州道540号線（滝線フリーウェイ、建設中）

### 隣接する郡
- ハリス郡 - 北
- タルボット郡 - 北東
- チャタフーチ郡 - 南
- ラッセル郡 (アラバマ州) - 南西
- リー郡 (アラバマ州) - 西

## 人口動態
以下は2000年の国勢調査による人口統計データである。
| 基礎データ - 人口: 186,291人 - 世帯数: 69,819 世帯 - 家族数: 47,686 家族 - 人口密度: 333人/km2（861人/mi2） - 住居数: 76,182軒 - 住居密度: 136軒/km2（352軒/mi2） 人種別人口構成 - 白人: 50.42% - アフリカン・アメリカン: 43.74% - ネイティブ・アメリカン: 0.38% - アジア人: 1.54% - 太平洋諸島系: 0.14% - その他の人種: 1.90% - 混血: 1.87% - ヒスパニック・ラテン系: 4.49% 年齢別人口構成 - 18歳未満: 26.8% - 18-24歳: 11.9% - 25-44歳: 29.8% - 45-64歳: 19.7% - 65歳以上: 11.7% - 年齢の中央値: 33歳 - 性比（女性100人あたり男性の人口） - 総人口: 94.7 - 18歳以上: 91.6 | 世帯と家族（対世帯数） - 18歳未満の子供がいる: 34.6% - 結婚・同居している夫婦: 44.7% - 未婚・離婚・死別女性が世帯主: 19.6% - 非家族世帯: 31.7% - 単身世帯: 26.7% - 65歳以上の老人1人暮らし: 9.4% - 平均構成人数 - 世帯: 2.54人 - 家族: 3.08人 収入と家計 - 収入の中央値 - 世帯: 34,798米ドル - 家族: 41,244米ドル - 性別 - 男性: 30,238米ドル - 女性: 24,336米ドル - 人口1人あたり収入: 18,262米ドル - 貧困線以下 - 対人口: 15.7% - 対家族数: 12.8% - 18歳未満: 22.0% - 65歳以上: 12.1% |

## 教育

### 高等教育機関

#### 公立
- コロンバス州立大学[4]
- コロンバス工科カレッジ[5]
- トロイ大学[6] - 主キャンパスは近くのアラバマ州トロイにある
- フェニックス大学[7]

#### 私立
- ベーコン大学[8] (神学校)
- リバータウン美容学校[9]
- サウスイースタン美容学校[10]
- メドウズ・ジュニアカレッジ[11]

### 初等中等教育

#### 公立学校
郡内には65の公立学校があり、全てマスコギー郡教育学区が管轄している。

#### 私立学校
私立学校としては15の学校があり、大半はキリスト教系である。

### ホームスクーリング
ホームスクーリングについてはジョージア州公式法典解説に「読解、言語学、数学、社会、科学を含むが、これに限定しない基本教科を教える」と定めている。

## 都市と町
- コロンバス - 郡庁所在地
- コロンバスシティ
- ビッブシティ
- カスターテラス
- ベニン砦（軍事基地）
- ウパトイ